# نیترازین
نیترازین (به انگلیسی: Nitrazine) با فرمول شیمیایی C۱۶H۱۰N۴O۱۱S۲ یک ترکیب شیمیایی با شناسه پاب‌کم ۶۹۱۱۸۵۶ است. که جرم مولی آن ۴۹۸٫۴ g/mol می‌باشد. 